# South Beloit (Illinois)
South Beloit je grad u američkoj saveznoj državi Ilinois. Prema popisu stanovništva iz 2010. u njemu je živjelo 7.892 stanovnika.